# Iurreta
Iurreta è un comune spagnolo di 4 144 abitanti situato nella comunità autonoma dei Paesi Baschi.